# Берёзы (Гродненская область)
Берёзы (бел. Бяро́зы, пол. Martyszki) — деревня в Сморгонском районе Гродненской области Белоруссии.
Входит в состав Жодишковского сельсовета.
Расположена в северной части района. Расстояние до районного центра Сморгонь по автодороге — около 14 км, до центра сельсовета агрогородка Жодишки по прямой — чуть менее 9 км. Ближайшие населённые пункты — Замостье, Гориденяты, Черняты.
Согласно переписи население Берёз в 1999 году насчитывало 59 человек.
Деревня расположена на территории ландшафтно-геоморфологического заказника «Мартишки» у юго-восточной окраины Дубатовского болота. В пятистах метрах юго-восточнее Берёз находится гора Шиловатая (195,9 м).
Через деревню проходят местные автомобильные дороги:
- Н6767 Гориденяты — Берёзы
- Н7963 Сосновка — Берёзы